# Ліс Грумзінер
53°00′00″ пн. ш. 13°50′00″ сх. д. / 53° пн. ш. 13.8333° сх. д.
Грумзінський ліс/Редернсвальде (нім. Grumsiner Forst/Redernswalde) — природний заповідник площею 6157,89 га у Бранденбурзі.

## Розташування

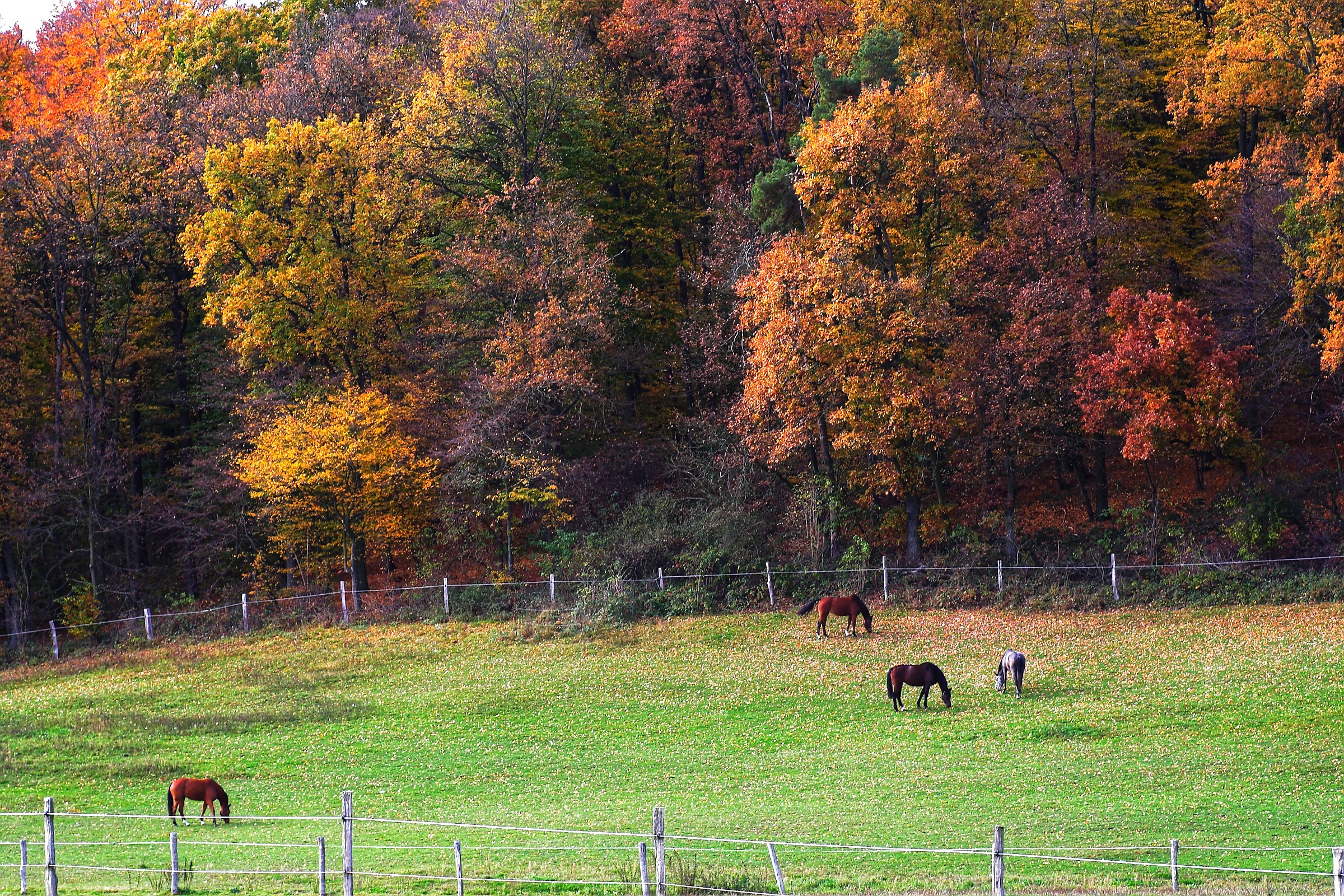
Кінний завод Цухенбергер у лісі Грумзінер

Природний заповідник розташований на північний схід від Берліна і поширюється на територію міст Ангермюнде (район Укермарк) та Йоахімсталь, а також муніципалітетів Альтюттендорф, Фрідріхсвальде та Цитен (останній район Барнім). Найвища точка Блоксберг — близько 139 м заввишки. Через заповідник проходить Автобан А11.

## Історія
Ландшафт в основному сформувався в останній Віслинський льодовиковий період. Це залишило кінцеві морени та моренні плити, що призвело до сильного формування рельєфу ландшафту. Там утворилися вільхники, болота та озера. За часів НДР район був державним мисливським угіддям, це означало, що в'їзд був заборонений і без інтенсивного використання лісів. Заповідник був взятий під охорону одночасно із заснуванням біосферного заповідника Шорфгайде-Хорин як природного заповідника № 23 1 жовтня 1990 року. Через відсутність сільськогосподарського використання ліс міг би стати притулком для рідкісних видів тварин, таких як малий підорлик та чорний лелека. Завдяки позитивному розвитку території 590 гектарів Грумзіну 25 червня 2011 року стали об'єктом Світової спадщини Німеччини. У Німеччині стародавні букові ліси та праліси бука Карпат та інших регіонів Європи також включають національний парк Гайніх, національний парк Келлєрвальд-Едерзее, національний парк Ясмунд та частину Зерран національного парку Мюриц.

## Флора і фауна

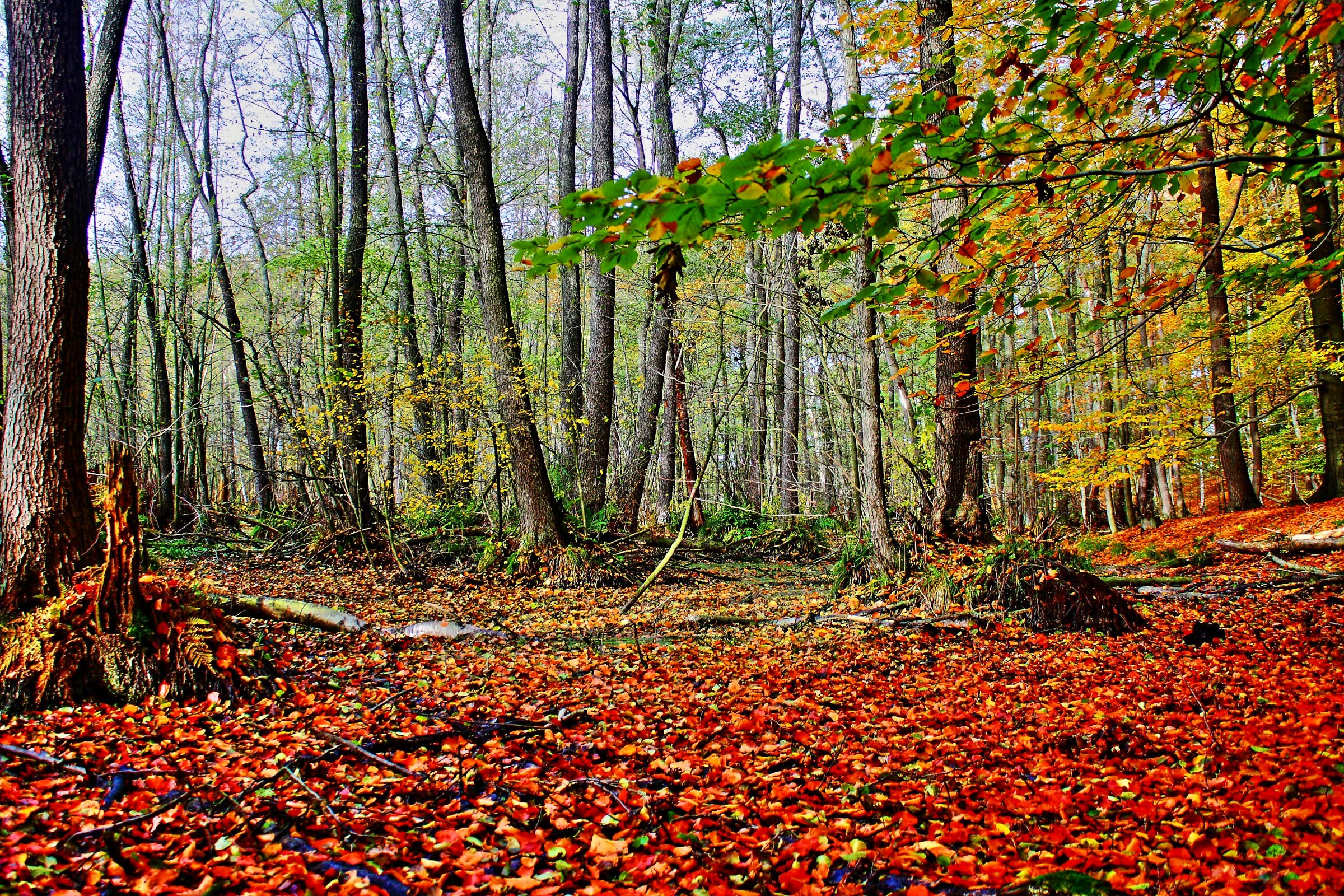
Ліс Грумзінер біля Цухенберга

Площа природного заповідника площею 847,91 га визначена як загальний заказник. Є озера, мули та болота, що живляться атмосферними опадами, які відокремлюються від кінцевих морен льодовикового періоду. Тут також є букові ліси з тріпоткою, які вважаються залишками великих букових насаджень, що колись існували в Центральній Європі. У лісовій зоні виявлено 349 видів вищих рослин, чотири з яких занесено до Червоної книги, наприклад, булатка великоквіткова. У цьому районі зростають такі рослини як осока багнова, багно звичайне, бобівник трилистий, образки болотяні та плавушник болотяний.
Мертву деревину населяють такі деревні комахи, як жук-носоріг малий або рогач малий. Повітря населяють, серед інших, Орлан-білохвіст, журавель, чорний дятел, малий рябий дятел, зелений дятел і чорний лелека.

## Бухенвальд Грумзін

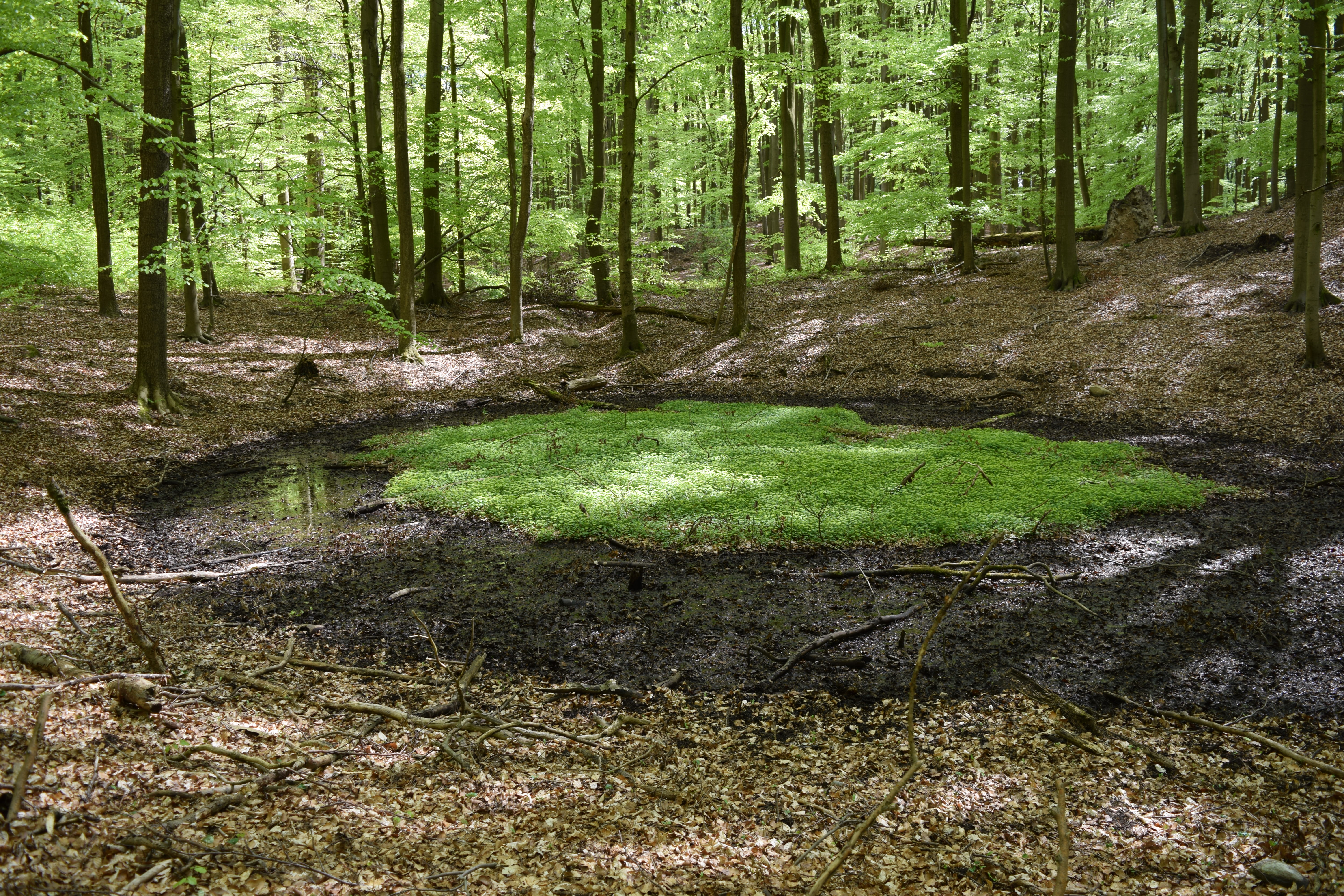
Килим із жовтяниці на джерельному басейні в буковому лісі Грумзін

Буковий ліс Грумзін розташований на південному сході заказника. Це багатий низинний буковий ліс, що займає площу близько 590 гектарів. Археологічні розкопки в цьому районі виявили сліди поселення з епохи неоліту та бронзи, а також слов'янські поселення з XII та XIII століть. Перевірено століттями. Навпаки, було мало доказів поселення між 1500 і 1750 роками. Достеменно відомо, що наприкінці XVI ст. використовувався для полювання. Для цього була відведена частина ділянки завдовжки понад 70 км огороджено та утримується огороджувачами та охоронцями. Вони оселилися на краю області і заснували там міста, наприклад Грумзін, що неподалік. У цей час бук вже панував у лісовій зоні. На початку XIX ст. було більш інтенсивне сільськогосподарське використання. Для вирощування сільськогосподарських культур площі осушували. Із 1950-х років спостерігалося значне зростання видобутку будівельних матеріалів і дров. У 2012 році фахівці знайшли в лісі п'ять раніше невідомих видів комарів.